# Krist Novoselic
Krist Anthony Novoselic (pronunție în engleză [noʊvəsɛlɪtʃ]; croată Novoselić; n. 16 mai 1965) este un muzician, compozitor și activist american de origine croată, cel mai cunoscut ca basist și membru co-fondator al trupei grunge, Nirvana. 
După ce Nirvana s-a destrămat, Novoselic a format Sweet 75 iar apoi Eyes Adrift, lansând câte un album cu fiecare din cele două formații. Din 2006 până în 2009 a cântat în grupul Flipper iar în 2011 a cântat la bas și acordeon în cântecul "I Should Have Known" de pe albumul Wasting Light al celor de la Foo Fighters. 
Din noiembrie 2007 până în septembrie 2010, Novoselic a scris săptămânal o coloană despre muzică și politică pentru website-ul ziarului Seattle Weekly. A luat initiative pentru drepturile muzicienilor, de asemenea militează pentru protejarea animalelor.